# Graveney with Goodnestone
Graveney with Goodnestone är en civil parish i grevskapet Kent i sydöstra England. Den ligger i distriktet Swale och utgörs av byarna Graveney samt Goodnestone. Civil parishen hade 499 invånare vid folkräkningen år 2021.